# Nikolai Tanajev

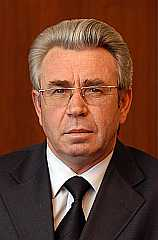
Nikolai Tanajev

Nikolaj Timofejevitsj Tanajev (Russisch: Николай Тимофеевич Танаев) (Michailovka (Oblast Penza, Rusland), 5 november 1945 - Moskou, 19 juli 2020) was een premier van Kirgizië. Hij was een etnische Rus. 
Hij was lid van de stadsraad van Oš en was afgestudeerd als bouwingenieur, daarna was hij vicepremier onder Kurmanbek Bakijev en werd na het ontslag van Bakijev premier op 22 mei 2002. Acht dagen later werd zijn benoeming door het parlement bevestigd.
Tanajev werd geboren in het dorpje Mihailovka in de Russische oblast Penza. 
Op 8 april 2004 overleefde hij een motie van wantrouwen. Op 24 maart 2005 trad hij echter af als premier toen Bisjkek werd ingenomen tijdens de zogenaamde Tulpenrevolutie. Een maand later werd hij gevraagd voor de positie van speciale afgezant voor economische relaties door zijn geboorteprovincie Penza. In juni van 2005 werd hij echter aangeklaagd door de procureur-generaal van Kirgizië, Azimbek Beknazarov en werd een arrestatiebevel tegen hem uitgevaardigd. Hij zou zich onder andere hebben schuldig gemaakt aan het illegaal overboeken van 40 miljoen som ($ 977.000) naar een bedrijf dat wordt bestuurd door zijn zoon. Op 6 september 2005 werd hij gearresteerd bij een poging om naar China te vluchten.